# Sertularella leiocarpoides
Sertularella leiocarpoides is een hydroïdpoliep uit de familie Sertulariidae. De poliep komt uit het geslacht Sertularella. Sertularella leiocarpoides werd in 1993 voor het eerst wetenschappelijk beschreven door Vervoort. 